# サロメ (イエスの弟子)

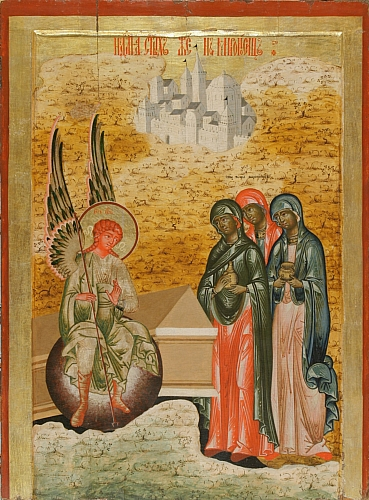
復活のイコン（正教会：キジ島、18世紀）。二人のマリアとサロメが墓に香料を携えて来たところを描いている。この女達は正教会では「携香女（けいこうじょ）」と呼ばれる。

サロメ（ヘブライ語：Shalom, 平和の意）は、新約聖書『マルコによる福音書』<15章40節>、<16章1節>に登場し、マグダラのマリアらと共にイエスの磔刑を見守り、安息日が明けた日の早朝、その墓を訪ねた女性たちの一人。
新約聖書外典、たとえばナグ・ハマディ写本の中から発見された『トマスによる福音書』などにもサロメは登場し、イエスと親密に対話する「弟子」として登場する。これはマグダラのマリアとともに、イエス宣教集団内の女性たちの役割を再評価するきっかけともなっている。